# 中村優月
中村 優月（なかむら ゆづき、2012年8月22日 - ）は、日本の女優（元子役）、タレント、声優。
東京都出身。テアトルアカデミー所属。

## 出演

### テレビドラマ
- 監獄のお姫さま 第2話（2017年、TBS）電車の女の子 役
- 奥様は、取り扱い注意 第10話（2017年12月、日本テレビ）屋上でクレープを食べる女の子 役
- 新春スペシャルドラマ 都庁爆破!（2018年、TBS）風船が割れて泣く女の子 役
- 刑事7人 シーズン4 第4話（2018年、テレビ朝日）5歳の井上真由 役[2]
- グッド・ドクター 第5話、第9話（2018年、フジテレビ）小児病棟の患者 役
- トレース〜科捜研の男〜 第7話（2019年、フジテレビ）伊集院和明議員の娘 役
- 大河ドラマ いだてん〜東京オリムピック噺〜（2019年、NHK）増野リク（幼少期）役
- 左ききのエレン 第2話（2019年、毎日放送）エレン（幼少期）役
- 魔進戦隊キラメイジャー 第9話（2020年、テレビ朝日）キラメイグリーン/速見瀬奈（幼少期）役
- 女子グルメバーガー部 第3話（2020年、テレビ東京）公園の女の子 役
- 刑事7人 シーズン6 第5話（2020年、テレビ朝日）5歳の井上真由 役 (回想シーン)
- PICU 小児集中治療室 最終話（2022年、フジテレビ）石川蛍 役

### 映画
- 劇場版 ドルメンX（2018年）

- ナポレオンと私（2021年7月2日）大原春子（幼少期）役

- Shoe Lover（2023年）梢 役

### 劇場アニメ
- 竜とそばかすの姫（2021年）

### 吹き替え

#### アニメ映画
- リメンバー・ミー（2017年）ママココ（幼少期）役
- トイ・ストーリー4（2019年）ボニー 役
- ミラベルと魔法だらけの家（2021年）幼いミラベル 役[3]
- ウィッシュ（2023年）子ウサギ 役

#### 実写映画
- ザ・ランドロマット -パナマ文書流出-（2019年）タリア 役
- 真実（2019年）フランソワーズ 役
- ゴリラのアイヴァン（2020年）ルビー（赤ちゃんゾウ） 役
- スペース・スウィーパーズ（2021年）コンニム 役
- スピリテッド（2022年）
- ビートルジュース ビートルジュース（2024年）リトル・ジェーン 役[4]

#### ドラマ
- マイ・ヒーリング・ラブ〜あした輝く私へ〜（英語版）（2020年、テレビ東京）チェ・ギップム 役
- ジェーン（2023年）ミリー 役
- ジェーン season2（2024年）ミリー 役

#### アニメ
- スランバーキンズ（2022年）ユニコーン 役
- とびだせ！ワンダー・ペット（2024年）ハリネズミ役

### テレビ番組
- LIFE!〜人生に捧げるコント〜（2017年6月16日、NHK総合）『6月16日のシンフォニー』娘 役

- ディズニー365 プラス（2020年7月 - 、ディズニー・チャンネル）オーナー（MC）役[5]

- ディズニー365 プラス シーズン2（2021年9月 - 2022年9月 、ディズニー・チャンネル）オーナー（MC）役

### ラジオ
- FMシアター『おじいのヒジのヒジホタル』（2019年12月14日、NHK-FM）由華（幼少期）役

### WEBシネマ
- マンケン男子とケイオン女子 by僕等の物語（2021年8月28日、僕等の物語 - YouTubeチャンネル）マリン幼少期 役（声の出演）

### 舞台
- 劇団三松座『午前0時3分』（2018年）娘 役
- 劇団三松座『追憶』（2019年）灯 役

### CM
- アガツマ「アンパンマンよみかきカラータブレットDX」（2017年）
- ネイチャーラボ「ダイアン ボタニカルボディミルク」（2017年）
- タカラトミー｢マジカルモールタッチで注文くるくるかいてんずし｣（2018年）
- ユーキャン「ココチモ おしゃべりダッキー」
- サンスター文具
  - キラキラ☆プリキュアアラモード ひみつのラブリーボックス（2017年）
  - HUGっと!プリキュア ひみつのラブリーボックス（2018年）
  - スター☆トゥインクルプリキュア シークレットステーショナリー（2019年）
- スタジオアリス（2019年）
- マクドナルドハッピーセット「リラックマ」（2019年）
- しまむら「バースディ」（2019年）
- パイロットインキ「かえちゃOH！まほうのパティスリー」（2019年）
- セイバン「天使のはねランドセル トイストーリー」（ボニー役）（2019年）
- ハピネット「シーモンキーズ！発見！不思議な海底城」（2020年）
- 第一三共ヘルスケア「ブレスラボ」ラジオCM（2021年）
- LEGO「レゴフレンズLEGO新商品」CM（2022年）

### WEB
- スタジオアリス25周年webムービー
  - 『一歩離れて見えた愛しい我が子』かおり 役
  - 『同じ背景の未来の宝もの』ももこ 役
- 大東建託 DK SELECT『はじめての海』、『娘の卒園式』ゆか 役
- タカラトミー『リカちゃんシリーズ ジュエルアップかれんちゃん』
- ユナイテッドシネマ4DX『アナと雪の女王2』

### スチール

#### パッケージ
- コンビ『ＳａｔＦｉｔ3ＷＡＹ』だっこ紐(2013年)
- 花王『メリーズ／パンツ ビッグ』(2016年〜)
- アガツマ
  - サンリオ『パッとひろがる！ハローキティのおうちとおみせ』、『おふろでピタッと！絵合わせハローキティ』、『サンリオキャラクターズおふろでピタッと！あいうえお』、『ハローキティどこでもシャワー』
  - アンパンマン『アンパンマンよみかきカラーキッズタブレットDX』、『アンパンマンはじめてデジカメニコニコ写真館』、『アンパンマンわくわくガチャころりん』、『アンパンマンばいきんまんとだだんだんのドキドキアンパンチ』、『アンパンマンボール取りゲームわくわくキャッチ！』
- 野中製作所×ベネッセ『しまじろうのしましまケーキやさん』

#### モデル
- スタジオアリス
  - 七五三カタログ『アニベルサ』（2017年 - 2019年）
  - 『2019年卒園入学キャンペーン』
- しまむら『バースデイ』
- ベネッセ 『こどもちゃれんじbaby』(2013年)、『こどもちゃれんじぷち』、『こどもちゃれんじほっぷ』、『こどもちゃれんじすてっぷ』
- 世界文化社『pripri』、『ワンダー2017カタログ』
- イオン『モントイズ』(2016年)
- 菓匠三全『仙台銘菓 萩の月』(2014年)